# حفل توزيع جوائز الأوسكار الحادي والستون
حفل توزيع جوائز الأوسكار الحادي والستون (بالإنجليزية: 61st Academy Awards)‏ هو حدث نظمته أكاديمية فنون وعلوم الصور المتحركة لتكريم أفضل الأفلام لسنة 1988. أقيم الحفل بتاريخ 29 مارس، 1989 في شراين أوديتوريوم، لوس أنجلوس، كاليفورنيا. قامت شبكة هيئة الإذاعة الأمريكية ببثّ الحفل، وقدّمه لا أحد. في هذه الدورة، فاز فيلم رجل المطر بجائزة أفضل فيلم، وحاز الممثّل داستين هوفمان على جائزة أفضل ممثّل، ونالت الممثلة جودي فوستر جائزة أفضل ممثّلةٍ، وكانت جائزة الأوسكار لأفضل مخرج من نصيب المخرج باري ليفنسون.
أكثر الأفلام ترشيحاً للحصول على جوائز كان فيلم رجل المطر حيث تلقّى 8 ترشيحات، بينما أكثرها فوزاً كان فيلم رجل المطر وفيلم من ورط الأرنب روجر حيث فاز كلٌّ منهما بـ 4 جوائز.

## الجوائز
- جائزة أفضل فيلم:

رجل المطر
- جائزة أفضل مخرج:

باري ليفنسون
- جائزة أفضل ممثّل:

داستين هوفمان
- جائزة أفضل ممثّلة:

جودي فوستر
- جائزة أفضل ممثّل مساعد:

كيفين كلاين
- جائزة أفضل ممثّلة مساعدة:

جينا ديفيس
- جائزة أفضل سيناريو مقتبس:

علاقات خطرة
- جائزة أفضل موسيقى تصويريّة:

ميلاجرو - (ديف غروزن
- جائزة أفضل تأثيرات بصريّة:

من ورط الأرنب روجر
- جائزة أفضل خلط أصوات:

طائر

## وصلات خارجية
- حفل توزيع جوائز الأوسكار الحادي والستون على موقع IMDb (الإنجليزية)
- حفل توزيع جوائز الأوسكار الحادي والستون على موقع ميوزك برينز (الإنجليزية)
- الموقع الرسمي لجوائز الأكاديمية.
- الموقع الرسمي لأكاديمية فنون وعلوم الصور المتحركة.
- قناة جوائز الأوسكار على موقع يوتيوب (تُديره أكاديمية فنون وعلوم الصور المتحركة).
- مقتطفات فيديو من أكاديمية فنون وعلوم الصور المتحركة.